# Saint-Cyr-sur-le-Rhône
Saint-Cyr-sur-le-Rhône là một xã thuộc tỉnh Rhône trong vùng Auvergne-Rhône-Alpes phía đông nước Pháp. Xã này nằm ở khu vực có độ cao trung bình 250 mét trên mực nước biển.